# 朴義琓
朴義琓（パク・ウィワン、박의완、1911年 - 1961年？）は、朝鮮民主主義人民共和国（北朝鮮）の政治家。高麗人であり、ソ連共産党の影響を受けたソ連派に属していた。ロシア名はイヴァン・アルカージェヴィチ・パク（ロシア語: Иван Аркадьевич Пак）。

## 略歴
1948年9月の朝鮮民主主義人民共和国の建国に参加する。副首相兼国家建設委員長などの要職を歴任する。1956年に発生した金日成の独裁体制を打倒するため8月宗派事件に参加する。その後、粛清されて失脚した。